# Мариуш (Сату Маре)
Мариуш (рум. Măriuș) насеље је у Румунији у округу Сату Маре у општини Ваља Винулуј. Oпштина се налази на надморској висини од 215 m.

## Становништво
Према подацима из 2002. године у насељу је живело 310 становника, од којих су сви румунске националности.